# Realp
Realp es una comuna suiza del cantón de Uri. Se encuentra en el extremo sur del cantón por lo que hace de frontera del cantón de Uri con los cantones del Tesino y del Valais. Limita al norte con la comuna de Göschenen, al este con Hospental y Airolo (TI), al sur con Bedretto (TI), y al oeste con Obergoms (VS).